# NGC 5631
NGC 5631 este o galaxie seyfert de tip 2⁠(d) situată în constelația Ursa Mare. A fost descoperită în 17 aprilie 1789 de către William Herschel. Se află la o distanță de 28,44 de megaparseci de Pământ.